# プブリウス・ルティリウス・ルフス
プブリウス・ルティリウス・ルフス（ラテン語: Publius Rutilius Rufus、紀元前158年 - 紀元前78年頃）は、紀元前2世紀後期から紀元前1世紀初期の共和政ローマの政務官。紀元前105年に執政官（コンスル）を務めた。

## 出自
ルフスはプレプス（平民）であるルティリウス氏族の出身である。先祖に高位官職者はおらず、エクィテス（騎士階級）に属していた。にもかかわらず、ルフスはローマのノビレス（新貴族）との強いつながりをもっていた。ルフスの妹はアウレリウス・コッタ家に嫁いでおり、ルフス自身も2世紀のローマで最も影響力のあったカエキリウス・メテッルス家のサークルの一員であった。さらには紀元前112年の執政官マルクス・リウィウス・ドルススの妹と結婚した。妻リウィアは96才の長寿を保ったという。
ルフスはまた良い教育を受けていた。ロードスのストア派哲学者パネティウスに師事し、ギリシア文学の専門家であった。またプブリウス・ムキウス・スカエウォラの指導の下で法律学を学んだ。

## 経歴

### 青年期
紀元前134年から133年にかけて、ルフスはスキピオ・アエミリアヌスの軍に加わり、その指揮下でヌマンティアの包囲戦に参加した。ルフスは、後に著名な人物となる他の多くの若者と共に、司令官の側近の一員であった。そこには、ガイウス・マリウス、ガイウス・センプロニウス・グラックス、クィントゥス・ファビウス・マクシムス（後のアッロブロギクス）、プブリウス・センプロニウス・アセリオ（歴史家）、ガイウス・メンミウス（紀元前111年の護民官）、ガイウス・カエキリウス・メテッルス（後のカプラリウス）、ヌミディアの王子ユグルタなどがいた。
ルフスの初期の政治歴に関しては、殆ど知られていない。彼はアエミリアヌスを中心とした「スキピオ・サークル」の一員であり、このサークルは家族や友人との絆、ギリシア文化への愛、穏健な改革計画を共有していた。紀元前129年にアエミリアヌスが死去すると、このサークルは政治的な意義を失っていく。

### クルスス・ホノルム
現代の研究者はルフスが紀元前119年または118年にプラエトル（法務官）に就任したと推定している。これは親族関係（おそらくは義理の兄弟）にあるルキウス・アウレリウス・コッタとパトロヌスの一人であったルキウス・カエキリウス・メテッルス・ダルマティクスの二人が紀元前119年に執政官を務めているためである。おそらくは、もう一人のパトロヌスであるマルクス・カエキリウス・メテッルスと共に、法務官に就任したと思われる。
紀元前116年末、ルフスとマルクス・カエキリウス・メテッルスは共に執政官選挙に立候補した。メテッルスは当選するが、もう一人の当選者はマルクス・アエミリウス・スカウルスであった。敗れたルフスはスカウルスを収賄罪で告訴するが敗訴し、逆にスカウルスがルフスを告訴するも、これも無罪となった。この2回目の裁判では、スカウルスはルフスの出納記録にあるAFPRの文字は「プブリウス・ルティリウスを信用して取引した」（actum fide P. Rutili）を意味すると主張し、対するルフスは、「処理した後に記入した」（ante factum, post relatum）を意味すると述べた。ルフスの弁護を務めたガイウス・カニウスは、そのどちらでもないと述べた。スカウルスが、「ではその意味は」と尋ねると、「アエミリウスは有罪である、ルティリウスは罰せられる」 (Aemilius fecit, plectitur Rutilius) 。
紀元前113年、おそらくクィントゥス・ファビウス・マクシムス・アッロブロギクスを長とするクレタ島への使節団の一員となっている。
ルフスが次に資料に登場するのは、ユグルタ戦争中の紀元前109年である。友人で執政官のクィントゥス・カエキリウス・メテッルス（ヌミディクス）のレガトゥス（軍団副司令官）として、ヌミディアに渡った。このとき、ガイウス・マリウスもレガトゥスの一人であった。ムスルの戦いでは、メテッルスが待ち伏せに気付き、ルフスに分遣隊を率いて防御された野営地を建設するよう命じた。これを阻止しようとボミルカルが攻撃してきたが、ルフスは撃退に成功した。一方でローマ軍本体はヌミディア騎兵に押されてバラバラとなり、生き残るためだけに戦っていた。マリウスは数個の分遣隊を再編成し、2,000人の兵からなる戦列を作ってヌミディア軍を遮り、メテッルスを救った。マリウスはそのまま丘を占拠したが、ヌミディア軍は撤退した。その後ローマ軍はルフスが守る野営地に引き上げることができた。このときにメテッルスとマリウスの間に口論が生じ、メテッルスはルフスを軍のナンバー2に任命した。しかしこのことから、ルフスとマリウスの敵対関係が始まることになる。マリウスはローマに戻り、紀元前108年末の執政官選挙に勝ち、紀元前107年の執政官に就任する。民会はメテッルスの指揮権を剥奪してマリウスを新たな指揮官に任命した。この知らせを受けたメテッルスは動揺し、ルフスに軍を率いるよう命じてローマに戻った。紀元前107年春、マリウスが到着して指揮権を引き継いだ。

### コンスル
紀元前106年、執政官クィントゥス・セルウィリウス・カエピオは、裁判の管理を元老院に戻す法律を可決させた。また、ルフスは執政官選挙への出馬を準備した。今度はクィントゥス・ルタティウス・カトゥルス と組んでの選挙であった。また、カエキリウス・メテッルス家からの支援も得た。しかし、ルフスは当選したもののカトゥルスは落選し、同僚執政官に就任したのはグナエウス・マッリウス・マクシムスであった。プロコンスル（前執政官）カエピオと執政官マクシムスはキンブリ族との戦いのためにガリア・トランサルピナへ出征するが、アラウシオの戦いで大敗北を喫した。この敗残兵をルフスが引き継いだ。ある資料によると、ルフスは剣闘士養成所の教官を雇って、兵士に武器の使い方を学ばせたという。この危機に対処するために、マリウスが再度執政官に選ばれた。マリウスは彼がかつて指揮したアフリカ遠征軍よりも、ルフスが訓練した軍の方が規律正しいとして好んだ。
紀元前100年、ポプラレス（民衆派）の護民官ルキウス・アップレイウス・サトゥルニヌスの改革に反対した元老院議員の一人であった。サトゥルニヌスが対立候補を殺害したことをきっかけに、元老院は「セナトゥス・コンスルトゥム・ウルティムム（元老院最終布告）」を出す。決戦前夜にサンクスの神殿と国の武器庫からローマの民衆に武器が与えられた。キケロは、その場に現れた元執政官の一人としてルフスを挙げている。

### アシア属州
紀元前90年代になって、ルフスは、クィントゥス・ムキウス・スカエウォラが総督を務めるアシア属州のレガトゥス（特使）となった。より正確な時期に関しては議論の対象となっており、紀元前98年、紀元前97年、あるいは紀元前94年という説がある。また、ルフスが実際には全権を有していたとの説もある。何れにせよ、評判の良かったスカエウォラとルフスが東方に派遣されたのは、ポントス王ミトリダテス6世との戦争の危険が高まっている中で、アシア属州の事情を改善し、現地民のローマへの忠誠心を高めるためであったと憶測される。あるいは彼らの任務の目的は、ローマによる地方支配の性質を根本的に変え、搾取から協力へと移行することであったかもしれない。
二人は、前総督と共謀して多額の金を稼いでいた徴税請負人（主として騎士階級）の権利を整理した。また公平な法廷を運営することで、彼らは「すべての法的策略から属州の人々を解放した」。徴税請負人と属州住民の利益が衝突する場合には、二人は後者に有利な決定を下すことを恐れず、有罪者に損害賠償を言い渡した。違法な処刑の事実が明らかになった場合には、同様の処罰を課することもあった。シケリアのディオドロスによると、ある徴税請負人の代理人は奴隷であり、その主人に対して徴税利益で解放される契約をしていたが、徴税前に総督の命令で死刑になったという。
ローマ人が関わらない事件については、ギリシア人が自身の法律に従って裁くことが保証された。すべての行政官は自分の費用を支払わなければならなかった。これらすべての措置は、一般的な緊縮政策と相まって、属州の経済状況を大幅に改善した。
スカエウォラがアシア属州に滞在したのは9か月間で、ルフスを残してローマに戻り、新しい総督を待つことになった。

### ルフス裁判
ローマに帰国後、ルフスは略奪罪で告訴された。この裁判は紀元前92年に行われたとされている。
この裁判の理由や、なぜスカエウォラではなくルフスが被告になったのかについては、さまざまな意見がある。古代の歴史家たちは、ルフスが告訴されたことは元老院階級と騎士階級との闘争における、重要な出来事の一つと考えている。この説に従えば、地方の財政を合理化しようとした元老院と、収奪の継続に興味を持った騎士階級の衝突であり、告発者は自分たちの能力を誇示したかっただけだと示唆される。この場合、高貴な一族に属するスカエウォラよりも、ノウス・ホモ（先祖に高位官職者のいない新人）であるルフスの方が攻撃の対象としては都合が良かったのである。他の説では、元老院内の様々な派閥間の争いが原因とする。おそらくマリウス派はルフスはメテッルス派に属すると見て一撃を与え、独自の姿勢をみせていたスカエウォラには手を出さなかったのだろう。またアシア属州から利益を得ていた元老院議員が結束した可能性もある。その中にはマルクス・アエミリウス・スカウルス、マニウス・アクィッリウス (紀元前101年の執政官)、またガイウス・マリウス本人も含まれる。
この裁判の影響は大きかった。キケロは「ローマ全体を震撼させた」と述べている。告発したのはアピキウスという人物で、浪費家として知られていた。当時ルキウス・リキニウス・クラッススとマルクス・アントニウス・オラトルという最高の弁論家がいたが、ルフスはどちらにも弁護を依頼せず、自分で自分を弁護することを選んだ。ただ、甥であるガイウス・アウレリウス・コッタとスカエウォラのみが、短い演説を行った。ルフスはローマの慣習に反して、法廷の前で髪と髭を生やしたり、裁判官に同情しようとしたりしなかった 。単なる誹謗中傷であることが明白であったにもかかわらず、裁判官はルフスに追放と財産没収を宣告した。ルフスはまずミュティレネに向かい、やがてスミルナに住み、そこで紀元前78年にキケロと会っている。
一部の歴史学者はルフスがすぐにスミルナに来たと書いているが、これは間違いのようである。ルフスが略奪したとされる属州では、彼を勝利者として迎え入れた。ルフスはスミルナの市民権を得る。後にマリウス派に勝利したルキウス・コルネリウス・スッラがローマへの帰還を申し出るが、ルフスはこれを拒否した。
ほとんどの歴史家は、ルフスの追放がローマの運命に深刻な結果をもたらしたことに同意している。元老院議員階級の何人もが、裁判所の改革を含む改革プログラムを進めた。元老院階級と騎士階級の対立と見れば、この裁判は騎士階級の人物が著名な元老院階級の人物を有罪とした最初の裁判であることが注目される。一方で元老院内の対立と見れば、これはメテッルス派への打撃であった。翌年の護民官でルフスの甥であるマルクス・リウィウス・ドルススが成立させた法案は、元老院全体からとしても、その一部からだとしても、これに対する報復であった。この改革は騎士階級から300人を元老院に組み入れ、代わりに陪審員を全員元老院議員とする説と、陪審員を元老院と騎士階級に公平に分配するものとの説があるが、告訴の可能性があったスカウルスも法案作成に関与していた。何れにせよ、改革の失敗が同盟市戦争につながっていく。
一方で、元老院は、騎士階級をなだめるためにルフスを犠牲にしたとの見方もある。従って、この裁判は司法改革に大きな影響を与えなかったとするものである。最後に、元老院議員自身がルフスの有罪判決に導いたのかもしれない。この場合、ルフスは元老院では完全に孤立しており、その後の司法改革に何の影響も与えなかった。ただ、後世の作家、特にキケロの著作によって、ルフスの裁判が重要なものとみなされるようになった。

## 人物
ルフスは古代の文献で非常に高い評価を受けている。キケロは彼を「高潔を絵に描いたような人」であり、「彼ほど汚れのない清潔な人はいなかった」としている。パテルクルスは、「その時代だけでなく、歴史の中で最も価値のある人物」と評している。他の著者はまた、ルフルの完全性について語っている。

### 知的活動
ルフスは多くの訴訟に関わったが、一流の弁論家の能力はなかった。キケロによれば、「有能な弁論家は何を言うべきかを知っていて流暢に魅力的に話すことが出来るだけでなく、話を声と表情と身振りで趣きを添えなければならない」としており、『ブルトゥス』ではルフスをストア派の弁論家に分類している。このスタイルは、政治的な演説や民衆の承認を得るにはあまりにも貧弱であったという。また法学の専門家として、ルフスは裁判の実施について助言を与えた。
追放中にルフスはラテン語で自伝を書いており、これは反マリウス派の主要な資料の一つとなった。マリウスが元老院に凱旋式の服（金で刺繍した紫色のトガ、月桂樹の冠、赤いブーツ）を着て登院したとされるのは、明らかにこの自伝に基づいている。またマリウスが六度目の執政官を金で買ったとしているのも、これに基づくのだろう。またギリシア語でローマの歴史を書いており、その断片は現在にまで伝わっている。

## 参考資料

### 古代の資料
- ルキウス・アンネウス・フロルス『700年全戦役略記』
- アテナイオス『食卓の賢人たち』
- ウァリウス・マクシムス『有名言行録』
- ウェッレイウス・パテルクルス『ローマ世界の歴史』
- シケリアのディオドロス『歴史叢書』
- マルクス・ファビウス・クインティリアヌス『弁論家の教育』
- ティトゥス・リウィウス『ローマ建国史』
- オロシウス『異教徒に反論する歴史』
- プルタルコス『対比列伝』
- ガイウス・サッルスティウス・クリスプス『ユグルタ戦記』
- セクストゥス・ユリウス・フロンティヌス『戦術論』
- マルクス・トゥッリウス・キケロ『ブルトゥス』
- マルクス・トゥッリウス・キケロ『弁論家について』
- マルクス・トゥッリウス・キケロ『ガイウス・ラビリウス弁護』
- マルクス・トゥッリウス・キケロ『アッティクス宛書簡集』

### 研究書
- Abidulin A. The Case of Publius Rutilius Rufus // Antiquitas Iuventae. - 2005. - S. 87-90 .
- Ernst Badian (1957). “Caepio and Norbanus: Notes on the Decade 100-90 B.C.”. Historia (Franz Steiner Verlag) 6 (3):  318-346. JSTOR 4434533.
  - Bedian E. Zepion and Norban (Notes on the Decade of 100-90 BC) // Studia Historica. - 2010. - number X . - S. 162-207 .
- Egorov A. Socio-political struggle in Rome in the 80s. 1st century BC e. (To the history of the dictatorship of Sulla) // Social struggle and political ideology in the ancient world. - 1989. - No. 2 . - S. 108-143 .
- Zaborovsky Y. Some aspects of the political struggle in the Roman Senate (40-20-ies. II century BC) // Bulletin of ancient history. - 1977. - No. 3 . - S. 182-191 .
- Kovalev S. History of Rome. - M .: Polygon, 2002 .-- 864 p. - ISBN 5-89173-171-1 .
- Korolenkov A. The process of Rutilia Rufa and its political context // Bulletin of ancient history. - 2014. - No. 3 . - S. 59-74 .
- Korolenkov A., Smykov E. Sulla. - M .: Molodaya gvardiya, 2007 .-- 430 p. - ISBN 978-5-235-02967-5 .
- Mommsen T. History of Rome. - Rostov-on-Don: Phoenix, 1997 .-- T. 2. - 640 p. - ISBN 5-222-00047-8 .
- Seletsky P. On some modern studies of the socio-political history of Rome in the 90s of the 1st century. BC e. // Bulletin of ancient history. - 1978. - No. 3 . - S. 205-215 .
- Trukhina N. Politics and Politics of the "Golden Age" of the Roman Republic. - M .: Publishing house of Moscow State University, 1986 .-- 184 p.
- Badian E. Q. Mucius Scaevola and Province of Asia // Athenaeum. - 1956 .-- T. 34 . - S. 104-123 .
- Brennan T. The Praetorship in the Roman Republik. - Oxford, 2000 .-- T. 2. - 534 p.
- Broughton T. Magistrates of the Roman Republic. - New York, 1951. - Vol. I. - P. 600.
- Broughton T. Magistrates of the Roman Republic. - New York, 1952. - Vol. II. - P. 558.
- Carney T. A Biography of Marius. - Assen, 1961 .-- 76 p.
- Ihne W. Römische Geschichte. - Leipzig, 1879. - T. V. - 464 p.
- Kallet-Marx R. The Trial of Rutilius Rufus // Phoenix. - 1990. - T. 44 , No. 2 . - S. 122-139 .
- Last H. The Senatorial Recovery // Cambridge Ancient History. - 1932 .-- T. IX . - S. 172-177 .
- Long G. Q. Mucius Scaevola, son of Publius (consul, bc 133) and pontifex maximus 7) // William Smith: Dictionary of Greek and Roman *Biography and Mythology. - 1870 .-- T. 3 . - S. 733-734 .
- Luce T. Marius and Mithridatic Command // Historia. - 1970 .-- T. 19 . - S. 161-194 .
- Marshall B. The Date of Q. Mucius Scaevola's Governorship of Asia // Athenaeum. - 1976 .-- T. 54 . - S. 117-130 .
- Meier C. Res publica amissa. Eine Studie zu Verfassung und Geschichte der späten römischen Republik. - Wiesbaden, 1966 .-- 332 p.
- Nicolet C. L'ordre équestre à l'époque républicaine (312-13 av. J.-C.). - Paris, 1966 .-- 753 p.
- Schur W. Das Zeitalter des Marius und Sulla. - Leipzig, 1942.
- Sumner G. Governors of Asia in the Nineties BC // GRBS. - 1978. - No. 19.2 . - S. 147-153 .
- Van Ooteghem J. Gaius Marius. - Bruxelles: Palais des Academies, 1964 .-- 336 p.
- Waddington W. Fastes des provinces asiatiques de l'Empire romain depuis leur origine jusqu'au règne de Dioclétien. - Paris, 1872 .-- 272 p.